# 부정 (논리학)

수리 논리학에서 부정(否定)은 명제의 참과 거짓을 반전하는 논리 연산이다.
명제 P에 대한 부정을 ¬P, {\displaystyle {\bar {P}}}, ~p, !P등으로 쓰고, ‘P 가 아니다’, ‘P 의 부정’, ‘P 이외의 경우’라고 읽는다.

## 예시
- 내 키는 160cm 이상이다

라는 명제의 부정은
- 내 키는 160cm 미만이다

이다.

## 특징
다른 연산과 다르게, 대상이 되는 명제가 하나라서 단항 연산인 것을 알 수 있다.
- 드 모르간의 법칙

### 진리표
| 명제 P | ~P   |
| ------ | ---- |
| 참     | 거짓 |
| 거짓   | 참   |

## 같이 보기
- 긍정
- 진리값
- 진리표
- 불 대수
- 벤 다이어그램